# Gmina Studeniczani
Gmina Studeniczani (mac. Општина Студеничани) – gmina wiejska w środkowej Macedonii Północnej.
Graniczy z gminami: Sopiszte od zachodu, Makedonski Brod od południa, Czaszka od południowego wschodu, Zełenikowo i  Petrowec od wschodu oraz ze Skopje od północy.
Skład etniczny
- 68,38% – Albańczycy
- 19,04% – Turcy
- 9,63% – Boszniacy
- 1,79% – Macedończycy
- 1,16% – pozostali

W skład gminy wchodzą:
- 22 wsie: Ałdinci, Batinci, Cwetowo, Crwena Woda, Crn Wrw, Dołno Koliczani, Draczewica, Dresnica, Ełowo, Gorno Koliczani, Kałdirec, Liubasz, Małcziszte, Markowa Suszica, Morani, Osinczani, Pagarusza, Ramni Gaber, Studeniczani, Umowo, Warwara, Wrtekica.